# سویولجوزاده مصطفی ایوبی

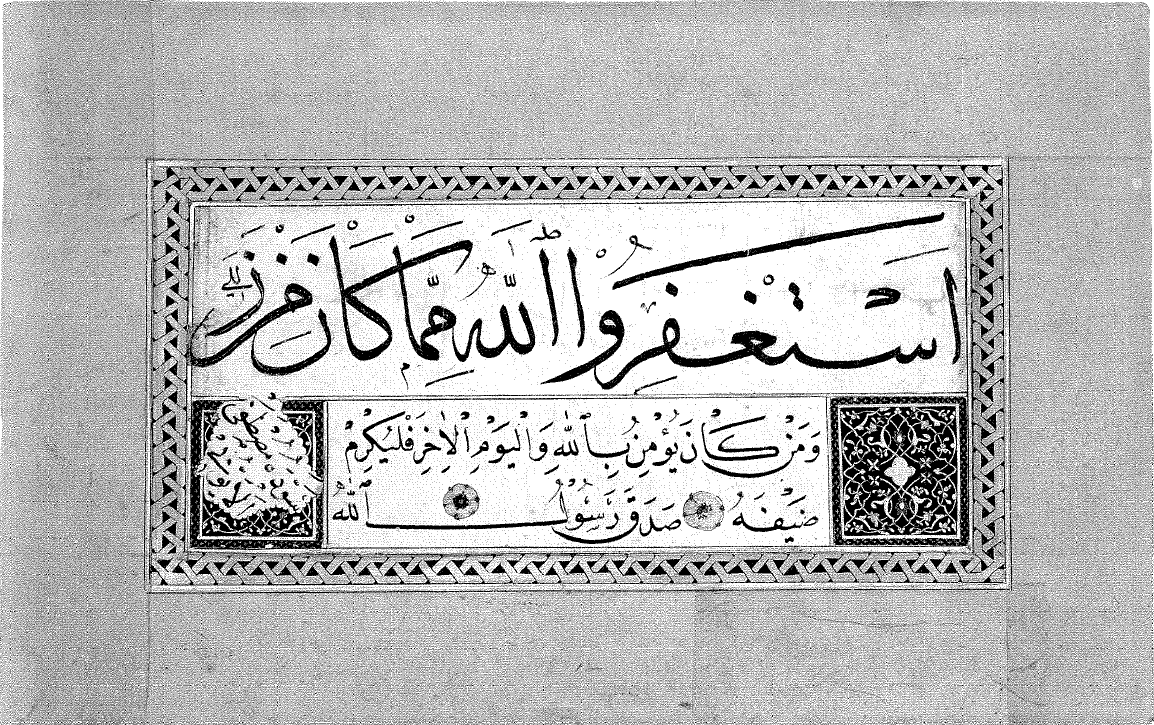
قطعه‌ای بدون تاریخ نگارش با یک سطر ثلث و دو سطر نسخ از سویولجوزاده مصطفی ایوبی

سویولجوزاده مصطفی ایوبی (۱۶۱۹؟، استانبول - ۱۶۸۶) خطاط عثمانی بود. وی خطاطی را از دده و پس از مرگ وی از درویش علی آموخت و پس از کسب جواز خطاطی مابقی عمر خود را وقف خطاطی و آموزش آن کرد. از شاگردان مشهور وی می‌توان به خوجازاده محمد، جبی‌زاده عبدالله و حافظ عثمان اشاره کرد.
از حدود پنجاه نسخهٔ قرآن کریم و همچنین صد نسخه انعام شریف نگاشته‌شده توسط وی، تعداد اندکی تاکنون باقی‌مانده‌است.